# Ferenc Liszt

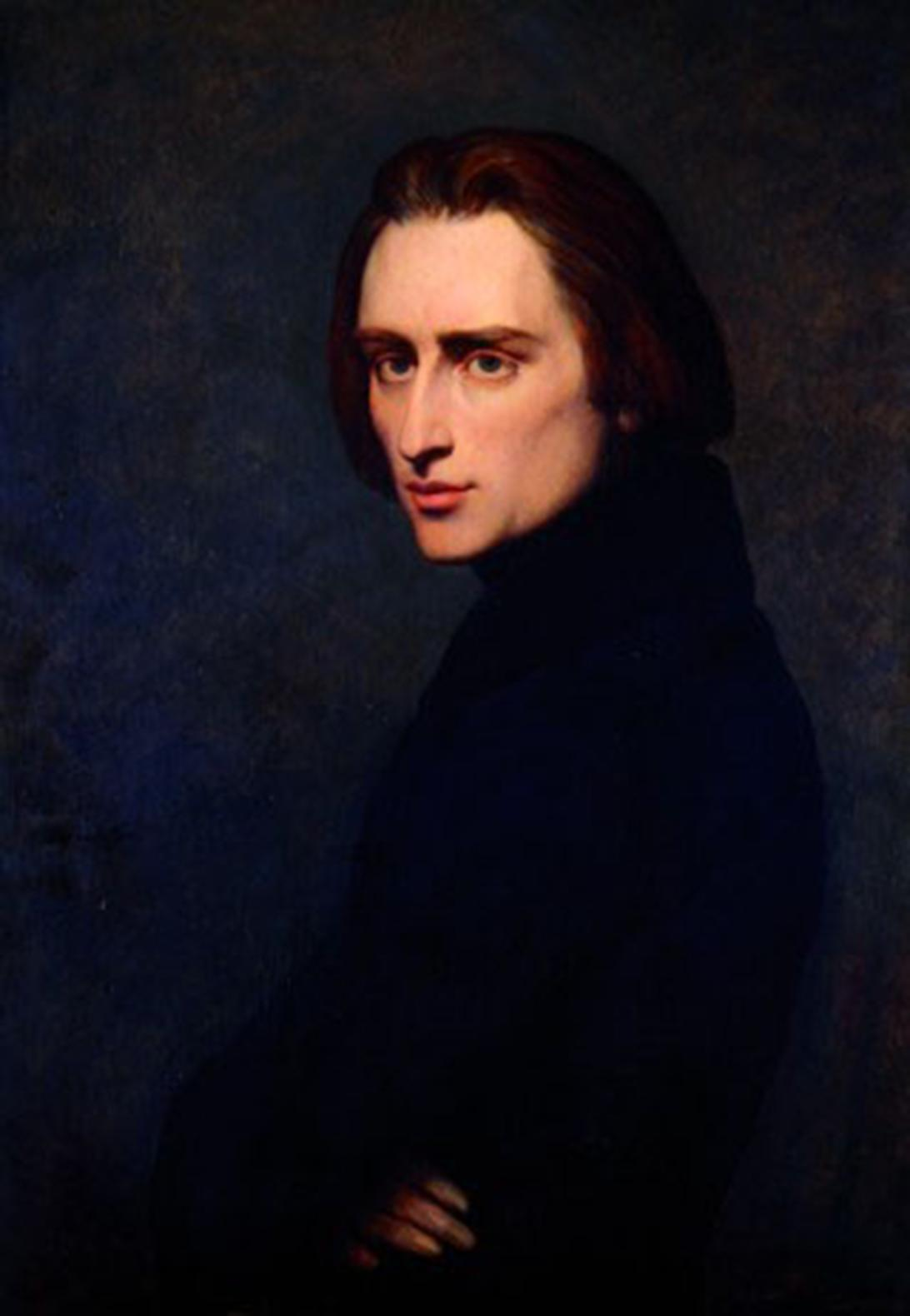
Portret Liszta (1837), mal. Ary Scheffer

Ferenc Liszt ([ˈfɛrɛnt͡s ˈlist], niem. Franz Liszt; ur. 22 października 1811 w Raiding, zm. 31 lipca 1886 w Bayreuth) – węgierski kompozytor i pianista, jedna z najwybitniejszych postaci romantyzmu w muzyce. Zajmował się też filozofią, pisaniem esejów i artykułów, działał na arenie politycznej. Był również sponsorem i organizatorem zbiórek na cele dobroczynne, a pod koniec kariery praktycznie wszystkie wpływy z koncertów przeznaczał na cele charytatywne.

## Życiorys

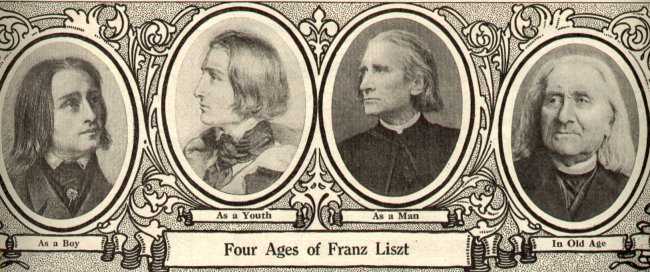
Cztery okresy życia Ferenca Liszta

### Dzieciństwo i młodość
Franz Liszt urodził się 22 października 1811 roku we wsi Raiding, 50 kilometrów od Wiednia, gdzie mieścił się folwark księcia Mikołaja II Esterhazyego. Pracował tam jego ojciec, Adam Liszt, kontrabasista i urzędnik. Ferenc był „blady i chorowity”, lecz mimo to ćwiczył przez długie godziny grę na fortepianie, i w niedługim czasie został uznany za cudowne dziecko. Liszt polubił narodową muzykę węgierską oraz cygańską.
Gdy młody muzyk miał 9 lat, odbył się jego pierwszy koncert, na którym zjawił się Chopin. Arystokraci dostrzegli talent Liszta i zapewnili mu fundusze na wyjazd do Wiednia i naukę muzyki. W wieku jedenastu lat studiował grę na fortepianie u Carla Czernego oraz kompozycję u Antonia Salieriego. Niedługo potem młody kompozytor poznał Beethovena i Schuberta, a Diabelli poprosił go, by jako jeden z pięćdziesięciu kompozytorów napisał wariacje na temat jego prostego walca.
Choć Liszt zyskiwał coraz większą popularność i wiedzę, nie został przyjęty do paryskiego konserwatorium, pobierał więc prywatne lekcje. Jego koncerty przyciągały coraz większą publiczność; ojciec Liszta, jako osoba przedsiębiorcza, zawarł zawczasu umowę z Sébastienem Érardem, by ten dostarczał instrumenty na koncerty Ferenca. Liszt wielokrotnie występował w Londynie, a w Windsorze zagrał przed angielskim królem.
W międzyczasie skomponował jednoaktową operę Don Sanche. W następnych latach wiele podróżował do Francji, Szwajcarii, a nawet do Irlandii. Jego wynagrodzenie ciągle rosło – w Manchesterze otrzymał sto funtów.

Ferenc Liszt w 1824 r.

Młodego wirtuoza przerosło jednak tempo kariery – piętnastoletni Liszt przeżył załamanie nerwowe. Zabrano go do Boulogne, gdzie miał zażywać gorących kąpieli w celu uspokojenia – był wtedy rok 1826, a jego ojciec w wieku 51 lat zmarł na tyfus. Kompozytor zarabiał teraz na życie głównie jako nauczyciel gry na fortepianie; stał się pobożny, chciał nawet zostać księdzem. Doszedł jednak do siebie, wrócił do Paryża, a w 1828 zakochał się w jednej ze swoich uczennic, jednak jej ojciec, minister handlu, nie chciał o tym słyszeć – Liszta znów ogarnęła choroba. Całe jego życie było zresztą naznaczone okresami wzlotów i upadków, po których zaznawał swoistego pesymizmu religijnego. Tymczasem fortepian był ciągle udoskonalany, a czas „sprzyjał młodym wirtuozom”. W 1831 Liszt spotkał Paganiniego i zafascynowany jego grą, postanowił zostać „Paganinim fortepianu”.
Znów występował jako wirtuoz, poznał też wiele ważnych osobistości związanych z kulturą tamtych czasów – m.in. Alphonsa de Lamartina, Victora Hugo i Heinricha Heinego. Związał się z ruchem saintsimonstycznym, popierał poglądy księdza Hugesa-Félicita de Lamennais. Jednak gdy rząd stracił zaufanie do tego ruchu, Liszt opuścił go. Rewolucja lipcowa we Francji w 1830 roku zainspirowała go do naszkicowania obecnie mało znanego dzieła, Symfonii rewolucyjnej. Uważał, że „o ile naukowcy mogą jedynie wskazywać środki wiodące do celu, o tyle artystom przypada głoszenie ideałów, do których powinno dążyć społeczeństwo”. Pogląd ten Liszt popierał przez całe życie. Postanowił szerzyć edukację muzyczną, organizował zbiórki pieniędzy dla biednych.

### Dojrzałość – lata z hrabiną Marie d’Agoult
Liszt był już dojrzałym kompozytorem, co potwierdziły jego liryczne i poetyckie dzieła Harmonies poétiques et religieuses, oparte na poematach Lamartina oraz Apparitions. Kompozytor „odrzucił” swoją religijną naturę, i zainteresował się kobietami – jako smukły, wysoki i wykształcony muzyk, z ogromnymi, niebieskimi oczami z pewnością był atrakcyjny dla salonowych dam. Poprzez poetę i dramaturga Alfreda de Musset spotkał George Sand i Marie d’Agoult – o sześć lat starszą od niego, inteligentną i pełną temperamentu hrabinę, która przypadła mu do gustu. Dyskutowali o sprawach religii i sztuce. Ich miłość wywołała skandal – minął rok, zanim ten związek został skonsumowany.
W połowie 1835 roku, tuż po śmierci pierwszego dziecka, kochankowie uciekli do Bazylei, a potem do Genewy. Niedługo później, 18 grudnia urodziła się ich córka Blandine. Genewa stała się „bazą” Liszta, który co jakiś czas pozwalał sobie na podróż do Paryża lub Włoch – studiował filozofię na uniwersytecie tego miasta, zaś jego kochanka oddawała się głównie lekturze dzieł filozoficznych i religijnych. Jego żona pisała artykuły, które początkowo były publikowane pod nazwiskiem Liszta. Nieco później sytuacja stała się jeszcze bardziej skomplikowana, gdy dołączył do nich uczeń Liszta, Hermann Cohen.
Latem 1836 roku dołączyła do nich George Sand; trochę później wybrali się do Paryża, gdzie utworzyli ménage à trois, oraz założyli salon, który stał się miejscem spotkań literackich i muzycznych. To tu przedstawiono Sand Chopinowi. Tymczasem Liszt rywalizował z innym wirtuozem, Sigismudem Thalbergiem, znakomitym pianistą, zachwalanym przez prasę, faworytem życia muzycznego Wiednia. Konfrontację zorganizowano w marcu 1837 roku na rzecz włoskich uchodźców – odbyła się w domu włoskiej księżniczki Belgiojoso. Obaj zostali obwołani zwycięzcami, a efektem tej rywalizacji, wraz ze współpracą innych kompozytorów (J.P. Pixisa, C. Czernego, F. Chopina czy H. Herza) było wspólne dzieło Hexameron, złożone z wariacji na temat Marszu Purytanów z opery I Puritani (Purytanie) Vincenza Belliniego.
Liszt i hrabina wyjechali do Włoch; po drodze wzięli udział w koncercie na rzecz strajkujących szwaczek z Londynu. Liszt zaczął pisać artykuły do gazet, w których atakował „błaznów wykonawczych” (choć sam został określony przez Schumanna „domokrążcą sztuki” – był też znienawidzony przez Brahmsa i Clarę Schumann). Napisał m.in. „O pozycji artystów”. Sześć miesięcy później urodziła się ich córka Cosima, przyszła żona Wagnera. Wkrótce powstało wirtuozerskie, potężne dzieło, które przyniosło Lisztowi jeszcze większą sławę kompozytora i pianisty – cykl dwunastu Etiud transcendentalnych – utwór ten jest do dziś uważany za jeden z najtrudniejszych i najwybitniejszych pozycji literatury fortepianowej – Schumann określił go jako „dzieło dla trzech, góra czterech pianistów na świecie”. Następnie powstały trzyczęściowe Lata pielgrzymstwa zainspirowane podróżami Liszta po Szwajcarii, Włoszech i Francji. Przetranskrybował też niektóre utwory Paganiniego (Wielkie etiudy Paganiniego, na podstawie wybranych Kaprysów op.1) i Rossiniego.
Żona Liszta chciała, by był kompozytorem „arystokratycznym”, jednak kompozytor nadal prowadził nieokiełznany tryb życia, kontynuował karierę wirtuoza – grał „gdzie się dało”; raz zagrał nawet, gdy był pijany; możliwe, że chciał choć na chwilę uwolnić się od idealistycznej żony. W marcu 1838 roku nastąpiła powódź spowodowana przez wezbranie wód Dunaju; Liszt „skorzystał z okazji” – wyjechał do Wiednia i dał osiem koncertów, które przyniosły mu duży dochód. Rok później, w Rzymie urodził się syn Daniel. Jean-Auguste-Dominique Ingres wykonał rysunek przedstawiający Liszta i zadedykował go hrabinie d’Agoult. Cała rodzina wyruszyła do San Rossore – wówczas małej rybackiej wioski niedaleko Pizy; Liszt dowiedział się tu o marnej sytuacji finansowej projektu zbudowania pomnika Beethovena – na ten cel zebrano dotychczas tylko 424 franki – Liszt podziwiał Beethovena, i w październiku 1839 roku zaoferował swoje wsparcie przy zbieraniu środków. Przedsięwzięcie wzbudziło zainteresowanie ówczesnych kompozytorów – Schumann sprzedawał swoją Fantazję C-dur. Dzieci Liszta udały się z Marie do Paryża, lecz ze względu na konwenanse zamieszkały ostatecznie z matką kompozytora.
Następnie kompozytor udał się w ośmioletnią podróż artystyczną – przemierzał rozległe obszary, czasem pokonując 80 do stu kilometrów dziennie, od Irlandii aż po Gibraltar i Ural. Bardzo możliwe, iż zetknął się z realiami podróży jego epoki – niebezpiecznymi drogami w złym stanie, marną higieną i żywieniem. Rozrywkę kompozytora podczas podróży stanowiły partie wista i bilarda. Liszt był obiektem zainteresowania wiedeńskiej policji, podobnie jak wielu podobnych wirtuozów jego epoki i nie tylko (chociażby Schubert). Stał się coraz bardziej popularny, tak że zaistniały objawy zbiorowej histerii na punkcie jego muzyki, określanej jako lisztomania. Mimo wszystko ucierpiały na tym jego dzieła – choć było wśród nich kilka dobrych kompozycji, publiczność najbardziej przyciągały proste składanki melodii oraz „reminiscencje”, czyli transkrypcje fragmentów oper m.in. Belliniego i Verdiego, najczęściej z najpopularniejszymi tańcami i ariami. Powstała też bardzo lubiana etiuda Grand Galop Chromatique oparta jedynie na progresji chromatycznej. Damy zbierały niedopałki cygar i fusy z kawy Liszta. Grał też przed ważnymi osobistościami; był bardzo hojny i przyjazny. Temu wszystkiemu towarzyszył stres, z którym Liszt walczył przy pomocy używek. Nie wszędzie dobrze go przyjmowano – jego styl bycia wywołał zgorszenie w Niemczech (Liszt był zagorzałym romantykiem i antysemitą, co nie spodobało się tamtejszemu środowisku muzycznemu, złożonemu z klasycystów, którzy często byli Żydami) i Anglii, gdzie publiczność zdobył modny i rzekomo arystokratyczny, a muzycznie niedorastający Lisztowi do pięt Sigismund Thalberg. W czasie rozłąki kochankowie pisali do siebie często, lecz stosunek Liszta do Marie był coraz gorszy – kompozytor nie przestawał być zaborczy, a gdy Charles d’Agoult zaproponował, by Marie do niego wróciła, Liszt zagroził mu pojedynkiem. Oliwy do ognia dolała George Sand, pisząc w 1840 sztukę parafrazującą historię ich małżeństwa. Sztuka poniosła klapę, choć jej przesłanie było złowieszcze. Ostatecznie Liszt rozwiódł się z Marie d’Agoult w 1844 roku.

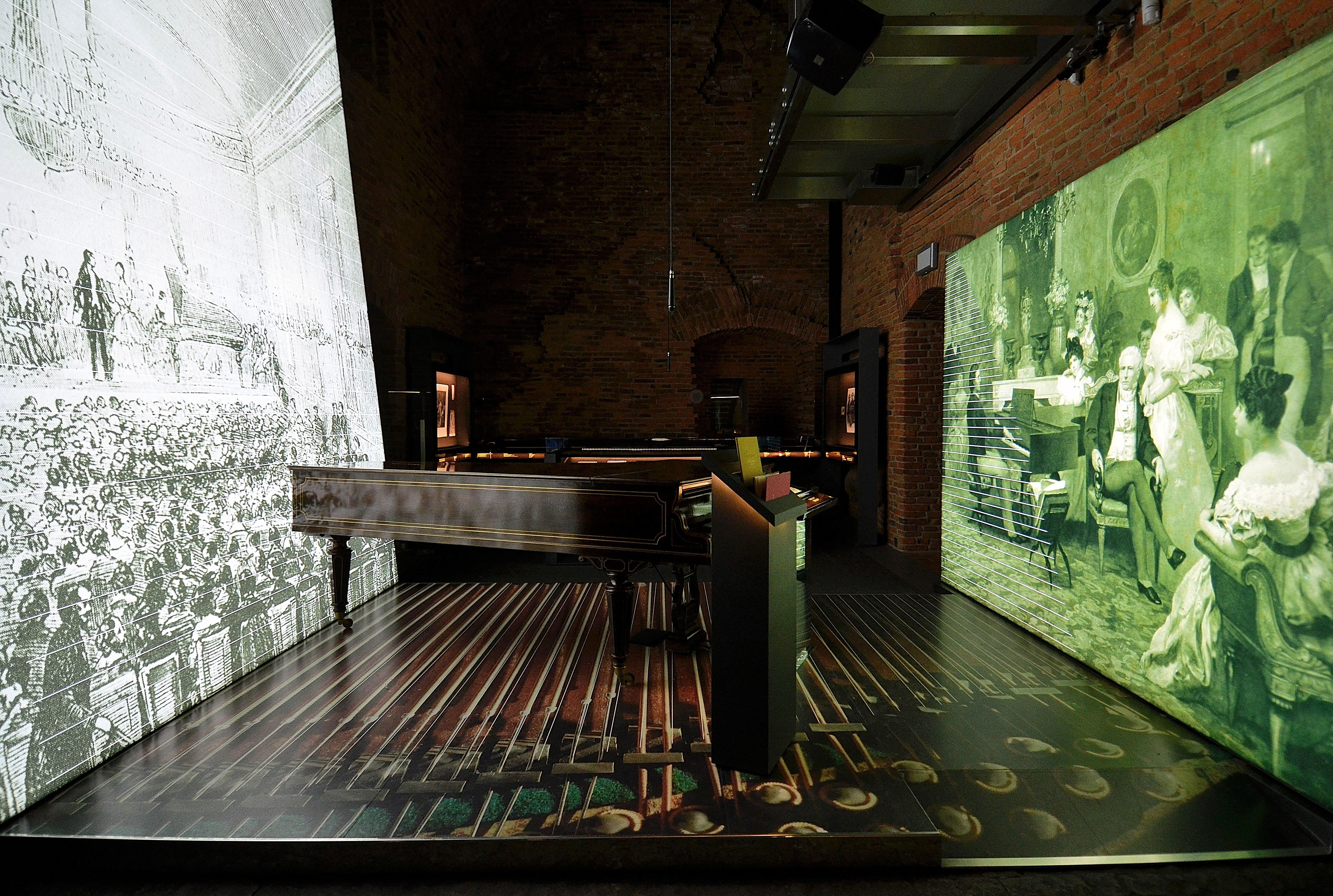
Fortepian należący do Ferenca Liszta w Muzeum Fryderyka Chopina w Warszawie

### Lata z księżną Karoliną von Sayn-Wittgenstein

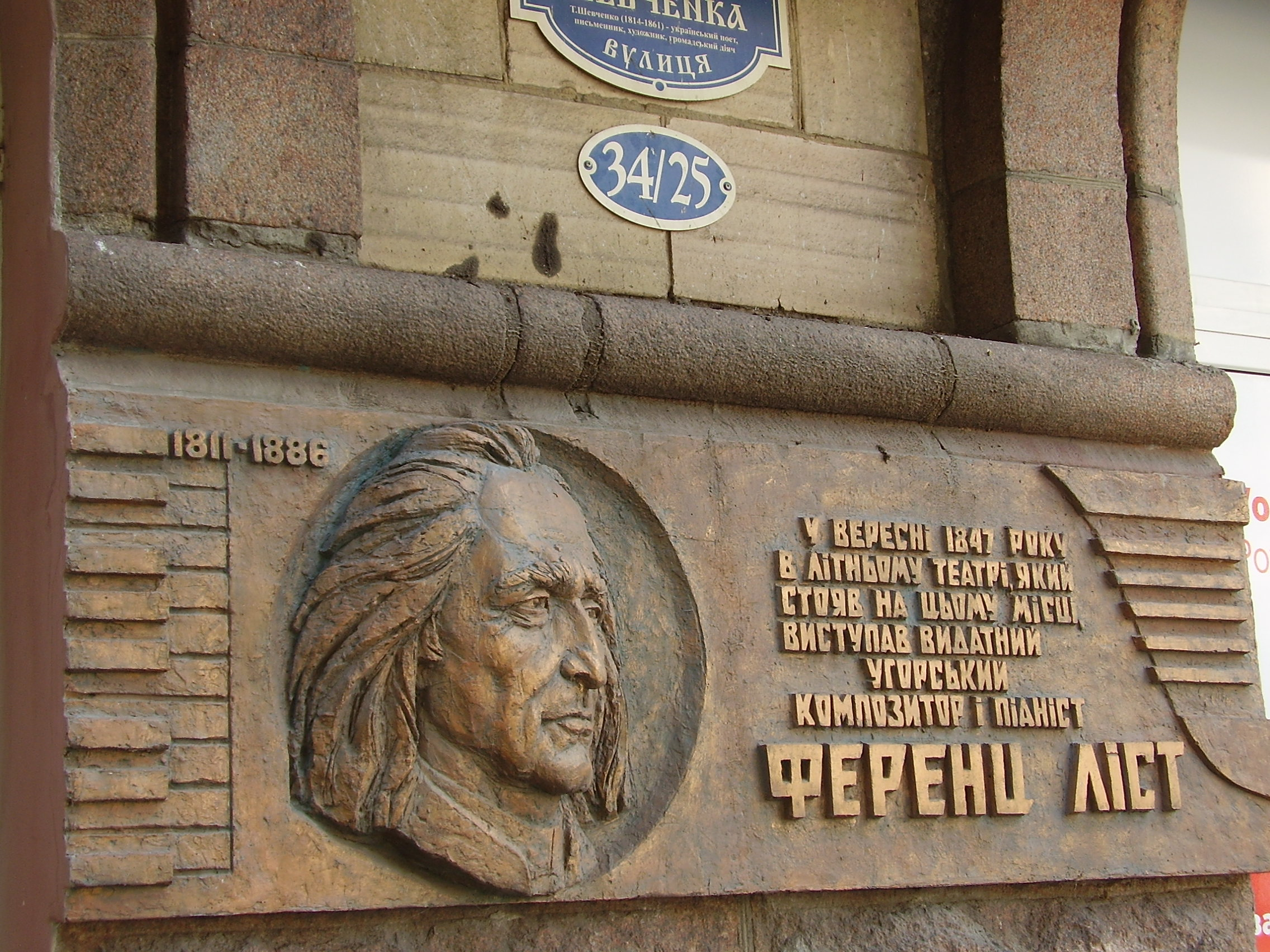
Tablica pamiątkowa w miejscu jego występu, Kropywnycki, Ukraina

Podczas pobytu w Kijowie w ramach jednej z podróży artystycznych spotkał księżnę Karolinę von Sayn-Wittgenstein, przybyłą tam, by handlować zbożem. Arystokratka ta przekazała Lisztowi trochę pieniędzy, a on spotkał się z nią, by jej podziękować. Gościł u niej zaledwie dziesięć dni, a jednak tuż po powrocie ze Stambułu wrócił do jej rezydencji. Liszt nie mógł jednak zostać na Ukrainie, lecz księżna rozwiązała ten problem – oboje przenieśli się do Weimaru. Wcześniej jednak należy wspomnieć, co stało się z dziećmi Liszta – urodziły się za granicą, a więc prawa do nich miał jedynie kompozytor, który nie zezwalał im na kontakt z matką, twierdząc, że je przekupuje. Nie zajmował się jednak nimi, robiła to jego matka. Liszt sprowadził złośliwą guwernantkę, piastującą opiekę nad dziećmi. Córka Cosima poślubiła Hansa von Bülowa; syn Liszta Daniel, z aspiracjami na stanowisko prawnika, zmarł przedwcześnie na galopujące suchoty w wieku 29 lat.
Liszt i księżna mieszkali teraz w małej rezydencji w Altenburgu, której otoczenie niewątpliwie inspirowało kompozytora. Przyjmowali „istne procesje” gości. Liszt został autorem pierwszej monografii o Chopinie, ukazała się ona w 1852 roku i oprócz analizy twórczości zawierała m.in. opisy spotkań Liszta z Chopinem.

## Wkład w muzykę i kulturę
Liszt stworzył nowy gatunek muzyczny: poemat symfoniczny, którego charakterystyczną cechą była transformacja motywów, podobna do leitmotivu R. Wagnera i H. Berlioza. Choć tak naprawdę rozwinął pomysł F. Mendelssohna, sam nadał tej formie muzycznej charakter i oblicze jakie dziś znamy – sam skomponował 13 poematów symfonicznych.
W muzyce fortepianowej rozwinął fakturę i technikę pianistyczną, wprowadzając wirtuozerski kunszt do wielu utworów, wyprzedzając impresjonistyczny styl Claude’a Debussy’ego i Maurice’a Ravela, ekspresjonizm Aleksandra Skriabina, a także późnoromantyczny koncert fortepianowy Piotra Czajkowskiego i Siergieja Rachmaninowa. Obalił też tradycyjne struktury tonalne (chociażby w utworze, którego tytuł mówi sam za siebie: Bagatelle sans tonalité, czyli Bagatela bez tonacji) i zachęcał swoich uczniów do tego samego. Niechęć i opór środowiska muzycznego wywoływała też pogarda Liszta do klasycznych form, zwłaszcza sonaty; tak, że jego niektóre bardziej kontrowersyjne utwory (kończone dysonansem, eksperymentalne) spotkały się z bojkotem głównie z konserwatywnym środowiskiem muzycznym Niemiec (J. Brahms, Robert Schumann, krytyk E. Hanslick). Jeden z jego uczniów zapytał o Csaradas macabre: „Czy wolno komponować takie dzieła i ich słuchać”. Prócz niezwykłych osiągnięć jako pianista i dyrygent, nauczał ponad 400 uczniów, skomponował ponad 800 dzieł, z czego co najmniej połowa to transkrypcje. Napisał lub współpracował przy pisaniu przynajmniej 8 książek. Pozostawił pokaźny zbiór korespondencji, a także ponad 200 parafraz utworów innych kompozytorów na fortepian. Był jednym z inicjatorów użycia nowych dźwięków harmonicznych w XIX wieku, przede wszystkim skomplikowanych akordów. Badał nowe techniki muzyczne, zajmował się wariacjami tematycznymi.
Był również aktywnym propagatorem kultury polskiej, zaprzyjaźnionym m.in. z Fryderykiem Chopinem, Adamem Mickiewiczem, Juliuszem Słowackim, Julianem Ursynem Niemcewiczem, Henrykiem Wieniawskim, Juliuszem Kossakiem, Janem Ruckgaberem; uczył także Carla Tausiga, Juliusza Zarębskiego i Józefa Wieniawskiego. Język polski miał poznać na tyle dobrze, że miał możliwość czytać poezje Mickiewicza i Słowackiego w oryginale. Był teściem i przyjacielem Richarda Wagnera. To Wagner namówił Liszta do skrócenia Symfonii Dantejskiej do dwóch części. Liszt został pochowany na cmentarzu w Bayreuth, niedaleko willi i miejsca spoczynku Wagnera.
Podobnie jak wielu artystów w jego czasach, był wolnomularzem.

### Lisztomania
Za życia Liszt był pierwszym tak popularnym i rozchwytywanym celebrytą, otoczonym tłumem fanów i fanek. Stał się prekursorem zachowania dla gwiazd sceny muzycznej XX i XXI wieku. Pierwszy raz szał ogarnął słuchaczy podczas jego koncertu w Berlinie w 1841 r. Termin lisztomania został później użyty przez Heinricha Heinego w felietonie z 25 kwietnia 1844 r. omawiającym paryski sezon koncertowy. Lisztomania charakteryzowała się intensywną histerią w czasach nieznających jeszcze takiej ekscytacji związanej z wydarzeniem muzycznym. Młode kobiety podczas jego koncertów krzyczały, szlochały i omdlewały, czatowały na elementy jego garderoby, zbierały urwane struny od fortepianu, fusy z wypitej przez niego kawy.

## Kalendarium[2][3][7]
- 1811 – 22 października urodził się w Raiding (węg. Doborján) na pograniczu austriacko-węgierskim.
- 1820 – pierwszy publiczny występ małego Liszta. Później przeprowadził się do Wiednia.
- 1823 – paryskie konserwatorium odmówiło przyjęcia młodego kompozytora
- 1824 – w Manchesterze odbyła się premiera jego pierwszej opery, Don Sanche
- 1826 – ojciec kompozytora zmarł na tyfus; Liszt ograniczył swoje koncertowanie
- 1833 – spotkał się z Chopinem, dzięki któremu poznał Marie d’Agoult
- 1835 – przeprowadził się do Szwajcarii; na świat przyszło pierwsze z jego trojga dzieci
- 1837 – powrót do Wiednia; koncerty
- 1844 – koniec związku z Marie d’Agoult
- 1847 – poznał księżną Karolinę Sayn-Wittgenstein, z d. Iwanowską
- 1848–1859 – mieszkał w Weimarze
- 1851–1854 – powstała ostateczna wersja Rapsodii węgierskich
- 1862 – zmarła córka kompozytora, Blandine
- 1865 – Liszt przyjął z rąk papieża Piusa IX posługi ostiariatu, lektoratu, egzorcystatu oraz akolitatu[14]
- 1869 – początek ostatniego romansu z „kozacką hrabiną” Olgą Janiną
- 1886 – 31 lipca zmarł na zapalenie płuc w Bayreuth

## Wybrane dzieła

### Orkiestrowe

#### Opery
- Don Sanche
- Sardanapale (niedokończona)

#### Symfonie
- Symfonia faustowska
- Symfonia dantejska

#### 13 poematów symfonicznych
- Co słychać w górach
- Tasso
- Preludia
- Orfeusz
- Prometeusz
- Mazepa
- Festklänge (Uroczyste brzmienia)
- Héroïde funèbre
- Hungaria
- Hamlet
- Die Hunnenschlacht (Bitwa Hunów)
- Ideały
- Od kołyski do grobu
- Cztery walce Mefisto
- Szózat i Hymn – Fantazja

### Fortepianowe
- Sonata h-moll
- I Koncert Es-dur
- II Koncert A-dur
- III Koncert Es-dur op. posth. (ukończony około 1839 roku)
- Fantazja węgierska
- Totentanz. Parafraza na temat „Dies irae”
- Années de pèlerinage (Lata pielgrzymstwa)
- Polonezy: c-moll nr 1, E-dur nr 2
- 6 Consolations (Pocieszenia)
- 3 Libestraume (Marzenia miłosne)
- 4 Walce Mefisto
- 19 Rapsodii węgierskich
- Rapsodia hiszpańska
- Grandes études de Paganini („Wielkie Etiudy na motywach Paganiniego”, uznawane czasem za parafrazę)

#### Harmonie poetyckie i religijne
- 1. Invocation
- 2. Ave Maria
- 3. Bénédiction de Dieu dans la solitude
- 4. Pensée des morts
- 5. Pater Noster
- 6. Hymne de l’enfant à son réveil
- 7. Funérailles
- 8. Miserere, d’après Palestrina
- 9. Andante lagrimoso
- 10. Cantique d’amour

#### 12 Etudes d’exécution transcendante (12 Etiud transcendentalnych)
- 1. Preludio
- 2. Bez tytułu (Molto Vivace)
- 3. Paysage
- 4. Mazeppa
- 5. Feux-follets
- 6. Vision
- 7. Eroica
- 8. Wilde Jagd
- 9. Ricordanza
- 10. Bez tytułu (Allegro Agitato)
- 11. Harmonies du soir
- 12. Chasse-Neige

#### Parafrazy dzieł innych kompozytorów
- Reminescencje Don Juana (na podstawie opery Mozarta)
- Reminescencje Normy (na podstawie opery Belliniego)
- Parafraza na temat „Rigoletto” Verdiego

### Religijne
- Missa choralis
- Węgierska msza koronacyjna
- Requiem

#### Oratoria
- Chrystus
- Legenda o św. Elżbiecie
- Legenda o św. Stanisławie (najbardziej znane jest interludium „Salve Polonia”)
- Legenda o św. Krzysztofie

### Transkrypcje fortepianowe
- Fantazja i Fuga g-moll Bacha
- 9 symfonii Beethovena
- Symfonia fantastyczna Berlioza
- Harold w Italii Berlioza
- Sześć pieśni polskich Chopina
- Uwertura Wilhelm Tell Rossiniego
- 54 pieśni Schuberta
- Don Sanche

## Nagrania
- Piano Concerto nr 1, mvts. 1, 2 (informacje o pliku)
- Piano Concerto nr 1, mvts. 3, 4 (informacje o pliku)
- Totentanz (informacje o pliku)
- La Campanella – wykonanie na fortepianie marki Józef Jan Budynowicz z 1850

## Odznaczenia
- Komandor z Gwiazdą Orderu Franciszka Józefa (1867, Austria)[15]
- Order Korony Żelaznej III klasy (1859, Austria)[16]
- Krzyż Wielki Orderu Zasługi św. Michała (1866, Bawaria)[17]
- Komandor Orderu Piusa IX (1869, Państwo Papieskie)[18]
- Komandor Orderu św. Grzegorza Wielkiego (1859, Państwo Papieskie)[18][17]
- Order Legii Honorowej III, IV i V kl. (1861, 1860 i 1845, Francja)[19][17][20][21]
- Order „Pour le Mérite” (1942, Prusy)[19]
- Krzyż Wielki Orderu Sokoła Białego (1841, Weimar)[19]
- Komandor I Klasy Orderu Sokoła Białego (1854, Weimar)[19][18]
- Order Maksymiliana (1884, Bawaria)
- Komandor Orderu Ernestyńskiego (1848, Saksonia-Koburg-Gotha)[19]
- Komandor Orderu Korony (1843, Wirtembergia)[19]
- Komandor z Gwiazdą Orderu Hohenzollernów (1860, Hohenzollern-Hechingen)[18]
- Komandor Orderu Hohenzollernów (1843, Hohenzollern-Hechingen)[19]
- Order Królewski Lwa (1842, Belgia)[21][19]
- Order Karola III z diamentami (1844, Hiszpania)[21][18]
- Order Wojskowy Chrystusa (1845, Portugalia)[18]
- Order Sławy z diamentami (1847, Turcja)[21][18][22]